# Horst Dröse
Horst Dröse (23 novembre 1949) è un hockeista su prato tedesco campione olimpico ai Giochi di Monaco di Baviera 1972.

## Biografia
È nipote di Karl Dröse, hockeista su prato di caratura internazionale, che rappresentò la Germania ai Giochi olimpici di Berlino 1936, vincendo la medaglia d'argento.
Venne convocato dalla Germania Ovest a due edizioni dei Giochi olimpici: Monaco di Baviera 1972, dove vinse la medaglia d'oro, e Montréal 1976, dove giunse al quinto posto.

## Palmarès
- Giochi olimpici

Monaco di Baviera 1972: oro